# Плевун
Плевун е село в Южна България. То се намира в община Ивайловград, област Хасково.

## География
Селото е сгушено между последните ридове на Източните Родопи, в подножието на връх „Св. Илия“, наричан от местните „Бърчинката“. Като цяло е ориентирано с изложение юг-югоизток.
Релефът е предимно ниско-планински, доста насечен от множеството рекички и дерета. Климатът е умерен с изразено средиземноморско влияние. Често явление през зимата и лятото са силните поривисти североизточни и югоизточни ветрове, поради отвореността на селото в тази посока.
В землището са изградени множество малки микроязовири, като по-големи от тях са „Ляската“, „Спукатината“ и „Върбината“.

## История
Действителното име на селото е Пелевун. То е второто по големина село в община Ивайловград.
Названието е от гръцки произход и означава „Стара гора“. Селището е много старо, ярка черта върху облика му са оставили гръцките жители, като и до днес са запазени множество стари къщи от този период.
В началото на ХVII век Пелевун е рударско средище, част от вакъфа на дъщерята на султан Селим II, Шах султан.
В северозападния край на селото съществува запазено гръцко гробище. Заселено е с българи, потомци на бежанци от Източна Тракия и малоазианци.

## Религии
Населението на селото е християнско. Църквата „Св. св. Пантелеймон и Елена“ е една от най-големите в общината и е с историческо значение.
По време на Руско-турската освободителна война именно от нея Капитан Петко войвода само с няколко души от четата си стреля и избива главатарите на обсадилия селището башибозук и така спасява населението на селото от жестоко клане.
На връх „Св. Илия“ над селото има малък параклис.

## Културни и природни забележителности
На няколко километра от селото се намират останките от старинната крепост „Лютица“, която местните жители наричат „Калето“.
В близост до селото /местност „Чаирите“/ има останки от тракийски долмен, обявен за археологически паметник на културата с национално значение.
В признателност на Капитан Петко войвода, пред църквата е изграден величествен паметник в негова чест, превърнал се в емблема на селото.
В центъра на селото в сградата на старото училище има постоянна музейна сбирка (носии, предмети от бита, исторически сведения).
На близкия връх Черни рид е изграден паметник-костница, посветен на загиналите от войните местни жители.
Оттук е и най-бързият достъп до защитената местност „Меандрите на Бяла река“, отличаваща се с уникална флора и фауна, местообитание на единствения за страната черен лешояд.

## Други
На 4 км от селото е изградена първата в страната площадка за изхранване на Черен лешояд /Картал/ – застрашен от изчезване вид, с помощта на Зелени Балкани и доброволци.
Основният поминък на местното население е селското стопанство, предимно животновъдство и тютюнопроизводство. Традиционно се отглежда и сусам, от който се произвежда Сусамов тахан /използва се и като лечебно средство при стомашни язви и гастрити/.
Работна сила има заета и в добива на облицовъчни камъни /гнайс и мрамор/ от открити кариери /„Пелевунски камък“/.